# Ptochophyle exitela
Ptochophyle exitela là một loài bướm đêm trong họ Geometridae.